# قرار مجلس الأمن التابع للأمم المتحدة رقم 71
صدر قرار مجلس الأمن التابع للأمم المتحدة رقم 71 في 27 يوليو 1949، طُلب من الجمعية العامة بشأن الشروط التي قد تصبح ليختنشتاين طرفاً فيها في النظام الأساسي لمحكمة العدل الدولية. وقرر المجلس أنه في حالة قبول ليختنشتاين لأحكام النظام الأساسي، وقبول جميع التزامات العضو في الأمم المتحدة بموجب المادة 94 من الميثاق، والتعهد بالمساهمة في نفقات المحكمة، وإذا ما صدقت الحكومة الوطنية على النظام الأساسي، ليختنشتاين ستصبح جزءا من النظام الأساسي لمحكمة العدل الدولية.
اعتمد القرار بأغلبية تسعة أصوات. وامتنعت جمهورية أوكرانيا الاشتراكية السوفيتية والاتحاد السوفياتي عن التصويت.